# Sveta Nedelja (općina)
Sveta Nedelja (tal. Santa Domenica) je općina u Hrvatskoj. Općina se nalazi u Istarskoj županiji. Općinom je proglašena 1993. godine. Sjedište općine je u naselju Nedešćina (Sveta Nedelja).
Ne treba mješati općinu s gradom Sveta Nedelja u Zagrebačkoj županiji, smještenog između Zagreba i Samobora.
Dan Općine: 16. listopada.

## Zemljopis
Općina Sveta Nedelja nalazi se u istočnom dijelu središnje Istre. Prosječna nadmorska visina područja kojeg obuhvaća općina je 250-300 m, a to je područje uglavnom vapnenački ravnjak koji se proteže uz zapadnu obalu rijeke Raše.

### Klima
Za područje općine Sveta Nedjelja karakterističan je prijelazni tip klime od kontinentalne prema sredozemnoj. 
Zime su blage i kišovite, a ljeta vruća i suha s prosječnom temperaturom najtoplijeg mjeseca iznad 22°C. Najviše padalina padne u razdoblju od travnja do lipnja i od listopada do prosinca. Na pojedinim mjestima općine, klima je sredozemnih obilježja zbog maritimnih utjecaja putem doline Raše i Plominskog zaljeva.

### Vegetacija
Prostorom općine prevladavaju obradive i šumovite površine razvedene brojnim manjim vrtačama.  U šumskim predjelima prevladavaju listopadne šumske zajednice crnog graba i hrasta medunca. Na pojedinim mjestima pojavljuju se i listopadne šume hrasta cera i pitomog kestena te zimzelene šume alepskog i crnog bora.

## Stanovništvo
U sastavu općine je 21 naselje: Cere, Eržišće, Frančići, Jurazini, Kraj Drage, Mali Golji, Mali Turini, Marići, Markoci, Nedešćina (općinsko središte), Paradiž, Ružići, Santalezi, Snašići, Sveti Martin, Štrmac, Šumber, Veli Golji, Veli Turini, Vrećari i Županići.
Prema prvim rezultatima popisa 2011. godine na području Općine Sveta Nedelja živi 3.037 stanovnika.
Podaci prema prvim rezultatima popisa stanovništva u 2011. godini:
| Naselje                      | Ukupno popisane osobe | Ukupan broj stanovnika | Ukupno kućanstava | Ukupno stambenih jedinica |
| ---------------------------- | --------------------- | ---------------------- | ----------------- | ------------------------- |
| Cere                         | 26                    | 26                     | 12                | 22                        |
| Eržišće                      | 55                    | 54                     | 21                | 33                        |
| Frančići                     | 44                    | 44                     | 19                | 23                        |
| Jurazini                     | 92                    | 92                     | 30                | 44                        |
| Kraj Drage                   | 50                    | 48                     | 15                | 22                        |
| Mali Golji                   | 109                   | 108                    | 41                | 54                        |
| Mali Turini                  | 35                    | 35                     | 15                | 38                        |
| Marići                       | 57                    | 57                     | 23                | 45                        |
| Markoci                      | 83                    | 80                     | 29                | 41                        |
| Nedešćina                    | 621                   | 599                    | 191               | 291                       |
| Paradiž                      | 56                    | 55                     | 21                | 32                        |
| Ružići                       | 100                   | 98                     | 31                | 55                        |
| Santalezi                    | 174                   | 170                    | 65                | 93                        |
| Snašići                      | 84                    | 79                     | 29                | 46                        |
| Sveti Martin                 | 186                   | 182                    | 68                | 87                        |
| Štrmac                       | 441                   | 439                    | 145               | 219                       |
| Šumber                       | 381                   | 377                    | 144               | 239                       |
| Mali Golji                   | 109                   | 108                    | 41                | 54                        |
| Veli Golji                   | 76                    | 73                     | 30                | 67                        |
| Veli Turini                  | 45                    | 45                     | 19                | 34                        |
| Vrećari                      | 172                   | 170                    | 51                | 79                        |
| Županići                     | 139                   | 139                    | 52                | 82                        |
| Naknadno popisani            | 11                    | 10                     | 4                 | 3                         |
| Ukupno: Općina Sveta Nedelja | 3.037                 | 2.980                  | 1.055             | 1.649                     |

Prema popisu iz 2001., na području Općine Sveta Nedelja živjelo je 2.909 stanovnika: od toga 48,8% muškaraca (1.419) i 51,2% žena (1.490). 
Stanovnišvo prema spolu i starosti (popis 2001.):: 
| Dobna skupina            | 0-14 | 15-29 | 30-44 | 45-59 | 60-74 | 75-90 | 90 i više | Nepoznato | Ukupno |
| ------------------------ | ---- | ----- | ----- | ----- | ----- | ----- | --------- | --------- | ------ |
| Muški                    | 173  | 274   | 324   | 314   | 256   | 66    | 7         | 5         | 1.419  |
| Ženski                   | 158  | 264   | 307   | 270   | 319   | 154   | 14        | 4         | 1.490  |
| Broj stanovnika - ukupno | 331  | 538   | 631   | 584   | 575   | 220   | 21        | 9         | 2.909  |

| broj stanovnika | 2709  | 2815  | 3011  | 3184  | 3603  | 3954  | 5946  | 6473  | 4616  | 4415  | 4113  | 3562  | 3308  | 3087  | 2909  | 2987  | 2898  |
|                 | 1857. | 1869. | 1880. | 1890. | 1900. | 1910. | 1921. | 1931. | 1948. | 1953. | 1961. | 1971. | 1981. | 1991. | 2001. | 2011. | 2021. |

## Uprava
Sjedište Općine Sveta Nedelja je u Nedešćini, NEDEŠĆINA 103.
Općinska načelnica: Irene Franković (IDS)
Općinsko vijeće
1. Nenad Radičanin (IDS) predsjednik
2. Lorena Blašković (IDS) potpredsjednica
3. Robi Čalović (Demokrati) potpredsjednik

Ostali članovi
1. Valter Golja (IDS)
2. Aleksandar Klapčić (IDS)
3. Maksida Beganović (IDS)
4. Srećko Kos (IDS)
5. Kiara Licul (IDS)
6. Silvano Vlačić (IDS)
7. Iris Sušić (Demokrati)
8. Mladen Vlačić (Demokrati)
9. Vladimir Kalčić (Demokrati)
10. Dario Kiršić (Demokrati)
11. Milenko Vidić (kandidacijska lista grupe birača)

## Povijest
Područje današnje općine Sveta Nedelja povijesno i geografski pripada zaleđu grada Labina, odnosno širem prostoru Labinštine i doline rijeke Raše.
Razvoj naselja u zaleđu Labina, pa tako i onih na području današnje općine Sveta Nedelja, počinje uz razvoj posjeda akvilejskih patrijarha u ranom srednjem vijeku u okolici Labina te se nastavlja kroz 9. i 10. st. kada ti posjedi postaju vlasništvo različitih njemačkih plemićkih obitelji. Akvilejski patrijarsi ponovno vladaju Labinštinom od 1207. do 1420. i u to se doba razvijaju novi feudalni posjedi. To je i period kada se sagradio kaštel u naselju Šumber kategoriziran kao kulturno dobro nacionalnog značaja.
Labin i okolica 1420. godine dospijevaju pod mletačku upravu kao i veći dio Istre. Gospodarstvo Labinštine u to je vrijeme vezano za velike feudalne zemljišne posjede u okolici koje drže plemićke obitelji Labina, te u vrijeme 16. i 17. st. grade u samom gradu reprezentativne palače, a u okolici dvorce s gospodarskim zgradama. U to vrijeme nastaju nove župe u okolici Labina, odvajanjem od župe u Labinu. Na području općine Sveta Nedelja, tada nastaju župe Sveti Martin i Sveta Nedelja.
Nakon pada Venecije, Istra pada pod francusku, a zatim i austrijsku vlast sve do Prvog svjetskog rata. Tada se područje općine Sveta Nedelja počinje značajnije razvijati pod utjecajem početka rudarenja u ovim krajevima početkom 19. stoljeća. Na području današnje općine Sveta Nedelja nalazilo se okno u naselju Štrmac, uz koje je nastalo i malo rudarsko naselje.
Neka područja današnje općine Sveta Nedelja bila su organizirana kao općina već nakon Drugog svjetskog rata, kao jedna od sedam općina na području tadašnjeg kotara Labin. Kotar Labin trasformiran je 1955. godine i formirana je jedinstvena općina Labin, koja je obuhvaćala područje cijele Labinštine pa tako i područje općine Sveta Nedelja.
Općina Sveta Nedelja se ponovno stvara 1993. godine, kada se općina Labin podijelila na grad Labin i četiri općine (Sveta Nedelja, Kršan, Raša i Pićan).

## Gospodarstvo
Najjača gospodarska djelatnost na području općine Sveta Nedelja vezana je za Industrijsku zonu Dubrova i to u obliku korištenja tzv. čiste industrije. Tu djeluju benzinska pumpa, supermarket, retail shop, sunčana elektrana, tvornica traktora i motokultivatora, stanica za tehnički pregled, pogon za preradu ribe, stomatološki studio te razne trgovine i mala proizvodnja. Zona je nastala prije 50-tak godina s ciljem da se osnovaju tvornice u korist supstitucije rudarenja u Labinu. Tako su pokrenute tvornica traktora i motokultivatora "TPS", plastičnih plovila "Kvarerplastika" te lutaka i igračaka "25.Maj". Uz to, u industrijskoj zoni smješteno je i transportno poduzeće "Istratrans".
Ostale gospodarske grane obuhvaćaju obrt i poduzetništvo gdje je zaposlen dio stanovništva. 
U okolnim selima tradicionalno je poljodjelstvo i vinogradarstvo.
Velik dio stanovništva zaposlen je u Labinu.

## Poznate osobe
- Josip Belušić, izumitelj električnog brzinomjera
- Sergije Jelenić, hrvatski katolički svećenik, kancelar i ekonom Porečko-puljske biskupije i leksikograf.

## Spomenici i znamenitosti
Kulturna dobra nacionalnog značaja:
- Šumber - ruralno naselje, kaštel Šumber s podgrađem
- Dubrova (Štrmac) - vlastelinski kompleks (kaštel) Franković - Lazzarini

Kulturna dobra regionalnog značaja:
- Čamparovica, lokalitet Kočur - ranosrednjovjekovna utvrda, ostaci kapele sv. Križa
- Sveti Martin - kaštel Lazzarini
- Paradiž - kapela sv. Pavla
- Snašići - crkva Navještenja Blažene Djevice Marije ("Marčenica")
- Šumber - župna crkva sv. Ivana i Pavla
- Šumber - crkva sv. Kvirina na groblju
- Šumber - crkva Sv. Marije od Drena

## Obrazovanje
Najstarija škola na hrvatskom jeziku na području današnje općine Sveta Nedelja bila je u naselju Šumber otvorena 1875. Uoči Prvog svjetskog rata postojale su talijanske škole u Nedešćini i Šumberu, a od 1909. i Nedešćina dobiva školu na hrvatskom jeziku, paralelno uz školu na talijanskom jeziku. Sve škole na hrvatskom jeziku zatvaraju se 1920. godine kada Istra pada pod talijansku vlast. Otvaraju se nove škole na talijanskom jeziku. Tek nakon Drugog svjetskog rata, sjedinjenjem Istre s Hrvatskom, u Istri, pa tako i na području današnje općine Sveta Nedjelja, ponovno se počinju otvarati škole na hrvatskom jeziku. 
Na području općine Sveta Nedelja danas postoje dvije osnovne škole - matična osnovna škola Vitomira Širola Paje u Nedešćini i područna škola u Svetom Martinu. Škole pohađaju djeca u dobi od 6-14 godina.

## Kultura
Najznačajnija kulturna djelatnost na području općine Sveta Nedelja je Mediteranski kiparski simpozij u vidu parka skulptura kao muzej suvremenog kiparstva na otvorenom na lokaciji Dubrova kraj naselja Štrmac. Osnovan je 1969. godine od strane Katedre Labinske republike čakavskog sabora, a na inicijativu akademskog kipara i slikara Josipa Dinimića.
Od ostalih kulturnih manifestacija, najznačajnije su obilježavanje dana općine 16. listopada ("Šesnajst otobra") u Nedešćini, te narodni sajam pod nazivom „Pet angošta“ u Šumberu koji se održava svake godine 5. kolovoza. 

## Šport
Na području općine djeluju dva nogometna kluba i čak šest boćarskih. To su:
- Nogometni klub Jedinstvo Omladinac Nedešćina
- Nogometni klub "Polet" Snašići
- Boćarski klub "Jedinstvo" Nedešćina
- Boćarski klub "Polet" Snašići
- Boćarski klub "Štrmac" Štrmac
- Boćarski klub "Vetva" Županići
- Boćarski klub "Jurazini" Jurazini
- Boćarski klub "Eržišće" Eržišće

## Vanjske poveznice
- Službene stranice
- Osnovna škola Vitomira Širola Paje Nedešćina  Arhivirana inačica izvorne stranice od 3. prosinca 2013. (Wayback Machine)